# PPR-білки
PPR-білки (англ. Pentatricopeptide repeat), білки з пентатрикопептидним повтором — родина білків, які мають у своїй структурі мотив з 35 амінокислотних залишків. Гени цієї родини наявні у всіх гілках евкаріотів, але найбільш поширені в рослин, де виконують різноманітні функції, включно з редагуванням РНК у мітохондріях та хлоропластах. Також виявляються в окремих прокаріотів, але, скоріш за все, набуті шляхом горизонтального перенесення генів.

## Структура
Кількість 35-амінокислотних мотивів коливається від 2 до 26. Схожість з послідовністю 34-амінокислотного мотиву свідчить про їхнє розходження на ранній стадії еволюції евкаріот. 
Низка білків цієї родини формує гомодимери для взаємодії з молекулами РНК.

## Класифікація
PPR-білки поділяють на два класи:
- P-клас, молекули якого містять класичний 35-амінокислотний домен та зазвичай не мають інших додаткових доменів;
- PLS-клас, молекули якого мають різні домени: класичний P (35 амінокислот), короткий S (31 амінокислота), довгий L (35-36 амінокислот), а також задіяні в редагуванні РНК[2]

### PLS
PLS-клас поділяється на підкласи білків з DYW-доменом (який складається з залишків аспартату (D), тирозину (Y) та триптофану (W)) та білків з E-доменом (від англ. extension).

## У рослин
У рослин значна частина PPR-білків має DYW-домен та/або E-домен.

## У людини
У людини відомо 7-8 білків цієї родини, зокрема:
- POLRMT
- KIAA0391
- PTCD1
- PTCD2
- LRPPRC